# Ochrotropis convexa
Ochrotropis convexa är en mångfotingart som först beskrevs av Jeekel 1950.  Ochrotropis convexa ingår i släktet Ochrotropis och familjen Aphelidesmidae. Inga underarter finns listade i Catalogue of Life.